# Лошонци, Геза
Геза Лошонци (венг. Losonczy Géza; 5 мая 1917, Ершекчанад, Австро-Венгрия — 21 декабря 1957, Будапешт, Венгрия) — венгерский журналист и политик.
В 1939 году вступил в КПВ. Участник Движения Сопротивления. В 1945—1949 годах сотрудник газеты Szabad Nép. В 1949—1951 годах секретарь Министерства просвещения ВНР. В 1951 году репрессирован, освобождён и реабилитирован в июле 1954 года.
Во время Венгерского восстания 1956 года вошёл в состав правительства Имре Надя в должности министра печати и пропаганды. В начале ноября — член Временного руководства ВСРП. 3 ноября вместе с Золтаном Тилди провёл последнюю пресс-конференцию правительства. 4 ноября скрылся в посольстве Югославии, откуда позднее вместе с Имре Надем и его сторонниками был выдан в Румынию.
В середине апреля 1957 года возвращён в Будапешт. Во время заключения объявил голодовку и умер незадолго до назначенного процесса.